# ألان جونز (لاعب كريكت أسترالي)
ألان جونز (4 نوفمبر 1938 في المملكة المتحدة - ) (بالإنجليزية: Alan Jones)‏ هو لاعب كريكت بريطاني وأسترالي. لعب مع نادي مقاطعة غلاموركن للكريكت ‏.

## وصلات خارجية
- ألان جونز على موقع إي آس بي آن كريك إنفو (الإنجليزية)